# Dead Rock
Dead Rock (estilizado en todos los capítulos) es una serie de manga japonesa escrita e ilustrada por Hiro Mashima. Se publica en la revista de manga shōnen Monthly Shōnen Magazine de Kōdansha desde julio de 2023.

## Argumento
Dead Rock es una academia donde los habitantes del mundo de los demonios son entrenados para conquistar el mundo humano como gobernantes demoníacos. Yakuto, un joven demonio con raíces de dragón negro, es uno de los siete solicitantes que pasan el mortal examen de ingreso especial de la escuela a la Clase F. En su primer día de clase, Yakuto asesina a su maestro de aula y revela que su verdadero objetivo es matar a Dios, un ser maligno supremo que se desempeña como director de Dead Rock. Con este fin, obliga a sus compañeros de clase a convertirse en sus cómplices mientras luchan por sobrevivir al brutal plan de estudios de Dead Rock, los maestros asesinos y los ambiciosos estudiantes rivales.

## Personajes
Yakuto (ヤクト?)
Yakuto es un demonio de la Raíz del Dragón que está maldito con la habilidad de transformarse en un dragón negro, lo que reduce su esperanza de vida. De apariencia tímida y de modales apacibles, en realidad es un joven despiadado que planea matar a Dios para exterminar al resto de las Raíces del Dragón, incluida la familia de Yakuto.
Frey (フレイ Furei?)
Frey es una Raíz de Ifrit que manipula el fuego. Se inscribe en Dead Rock para satisfacer su amor por la batalla, así como para superar y vengar a su hermana mayor, que no logró graduarse de la escuela.
Raizen (ライゼン?)
Raizen es una Raíz de Orochi que puede crear siete duplicados de su gran espada, "Princesa". Su arma está afligida por una maldición que busca levantar al convertirse en un Rey Demonio.
Hien (ヒエン?)
Hien es una Raíz de Fenrir que congela todo lo que corta con su katana. Como hijo del señor del Fuerte Fenrir, su objetivo es salvar a su patria de un invierno eterno del que su gente es acusada injustamente de causar.
Mikoto (ミコト?)
Mikoto es una Raíz de Lich y nigromante que reanima y controla a los muertos como zombis. También es miembro de Ghost, la agencia de servicios secretos del mundo de los demonios, que no tiene lealtad hacia Dios.
Hani (ハニー Hanī?)
Hani es una Raíz de Thor y un gigante haniwa viviente que puede alterar su tamaño y empuña un martillo imbuido de rayos. Es inteligente y analítico, y prefiere estudiar a los humanos en lugar de conquistarlos.
Zelecia (ゼレシア Zereshia?)  / Chako (チャコ?)
Zelecia es una Maga Negra que ejerce magia negra, la cual suprime transformándose en un cuervo parlante llamado Chako. Al igual que Yakuto, desea matar a Dios.
Dios (神 Kami?)
Dios es el ser más poderoso en los tres mundos de la existencia, preside el mundo de los demonios como director de Dead Rock.

## Publicación
Escrito e ilustrado por Hiro Mashima, Dead Rock started comenzó en la revista de manga shōnen de Kōdansha Monthly Shōnen Magazine el 6 de julio de 2023. Kōdansha ha recopilado sus capítulos en volúmenes tankōbon individuales, y el primero se lanzará el 16 de noviembre de 2023. Se han lanzado cuatro volúmenes hasta la fecha.
En julio de 2024, Kodansha USA anunció que había obtenido la licencia del manga para su lanzamiento en inglés en América del Norte. Norma Editorial obtuvo la licencia en España.

### Lista de volúmenes
| Volúmenes de manga publicados | Volúmenes de manga publicados | Volúmenes de manga publicados | Volúmenes de manga publicados | Volúmenes de manga publicados                      |
| Número                        | Fecha de lanzamiento          | ISBN                          | Fecha de lanzamiento          | ISBN                                               |
| ----------------------------- | ----------------------------- | ----------------------------- | ----------------------------- | -------------------------------------------------- |
| 1                             | 16 de noviembre de 2023       | ISBN 978-4-06-533310-5        | 5 de diciembre de 2024        | ISBN 978-84-679-7024-1 (ES) ISBN 978-84-679-7025-8 |
| 2                             | 9 de abril de 2024            | ISBN 978-4-06-535370-7        | 7 de marzo de 2025            | ISBN 978-4-06-533310-5                             |
| 3                             | 7 de agosto de 2024           | ISBN 978-4-06-536168-9        | —                             | —                                                  |
| 4                             | 7 de febrero de 2025          | ISBN 978-4-06-537931-8        | —                             | —                                                  |